# Metin Yıldız
Metin Yıldız (né à Sivas le 24 novembre 1960) est un footballeur turc (ailier gauche) qui fait partie des joueurs légendaires de Galatasaray SK. Sa bonne forme avec le club stambouliote malgré sa jeunesse, lui vaut d'être sélectionné en équipe de Turquie A à plusieurs reprises au début des années 1980. Mais il est envoyé à Malatyaspor pour gagner de l'expérience. De retour à Istanbul au début de l'exercice 1988-1989, il devient l'un des artisans de l'accès de Galatasaray à la demi-finale de la Coupe des clubs champions européens cette-même saison. Après avoir été adjoint de Gheorghe Hagi à la tête de Galatasaray lors de la saison 2004-2005, il entraîna plusieurs clubs dont Çaykur Rizespor en 2005-2006 et Etimesgut Sekerspor en 2006-2007. Il est actuellement entraîneur de Malatyaspor, en deuxième division.

## Carrière de joueur
- Galatasaray (1978-1984)
- Malatyaspor (1984-1988)
- Galatasaray (1988-janvier 1992)
- Kayserispor (devenu Kayseri Erciyesspor, janvier-juillet 1992)
- Mersin Idmanyurdu SK (1992-1993)

Sélection : 7 A, 1 but.